# George Tierney
George Tierney PC (20 mars 1761 - 25 janvier 1830) est un homme politique whig anglo-irlandais. 

## Jeunesse et éducation
Né à Gibraltar, Tierney est le fils de Thomas Tierney, un riche marchand irlandais de Londres, qui vivait à Gibraltar. Il est envoyé au collège d'Eton, puis au Peterhouse à Cambridge, où il obtient un diplôme de droit en 1784. Il est appelé au barreau de Lincoln's Inn la même année  mais abandonne le droit pour se plonger dans la politique. Le 10 juillet 1789, il se marie avec Anna Maria Miller de Stapleton dans le Gloucestershire ; elle est décédée en 1844. 

## Carrière politique

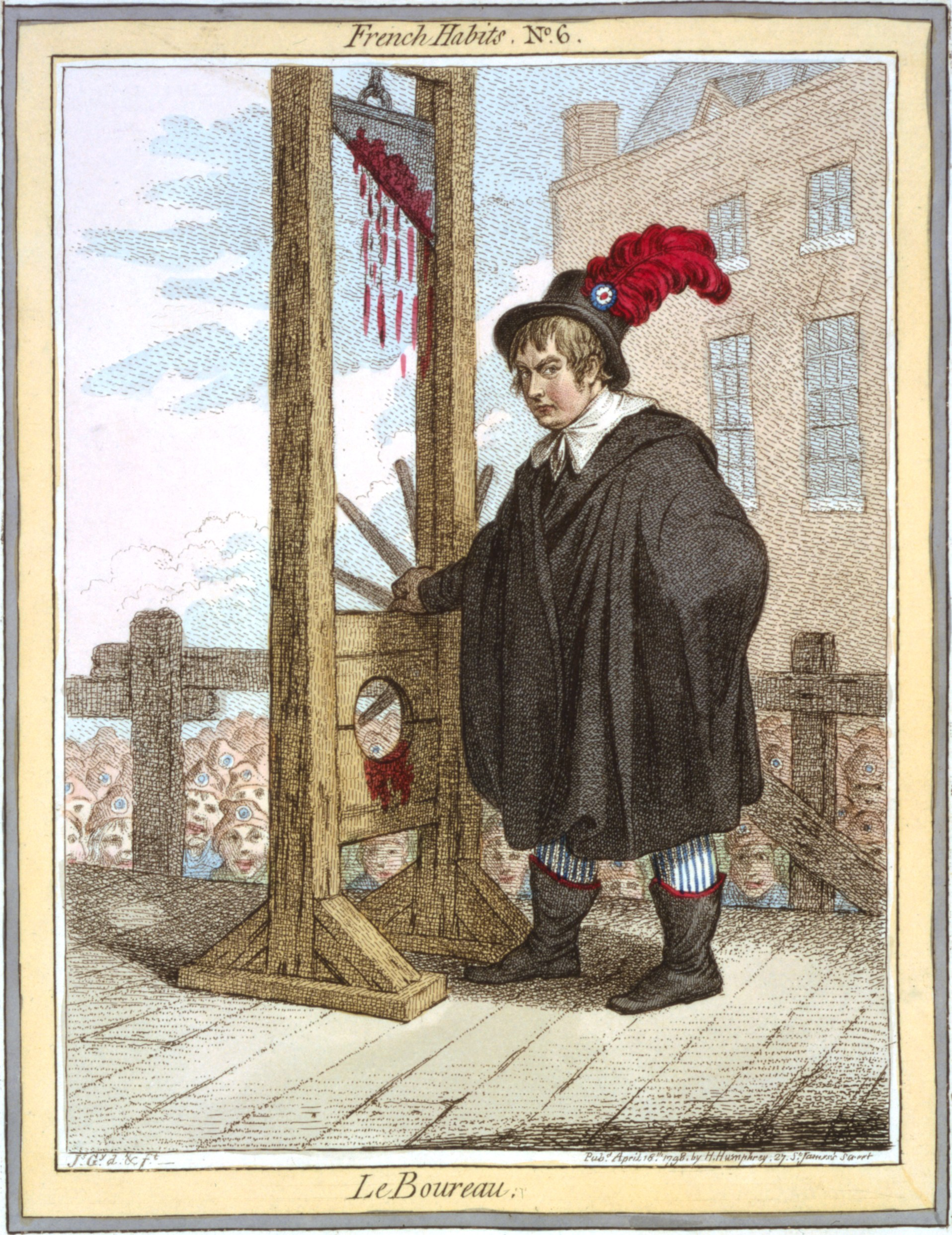
Dans Le Boureau (1798), James Gillray a caricaturé Tierney comme un bourreau français.

Tierney se présente à Colchester en 1788. Les deux candidats ont obtenu le même nombre de voix, mais Tierney est déclaré élu. Il est cependant battu en 1790. Il siège pour Southwark de 1796 à 1806, puis représente Athlone (1806-1807), Bandon (1807-1812), Appleby (1812-1818) et Knaresborough (1818-1830). 
Lorsque Charles James Fox quitte la Chambre des communes, Tierney devient un adversaire de premier plan de la politique de William Pitt. En mai 1798, Pitt l'accuse de manque de patriotisme. Un duel s'ensuivit à Putney Heath le dimanche 27 mai 1798 ; mais aucun des combattants n'a été blessé.
En 1803, Tierney, en partie parce que la paix avait été ratifiée avec la France, et en partie parce que Pitt était absent, rejoint le ministère de Henry Addington en tant que trésorier de la marine, et est créé conseiller privé. Mais cela a aliéné beaucoup de ses partisans parmi les classes moyennes et offensé la plupart des whigs influents. À la mort de Fox, il rejoint (en 1806) le ministère de William Grenville en tant que président de la commission de contrôle, avec un siège au cabinet, et se rapproche ainsi des Whigs.
Environ un an après la mort de George Ponsonby en 1817, Tierney devient à contrecœur le chef reconnu de l'opposition à la Chambre des communes. Au début, il réussit, avec des gains Whig réalisés aux élections générales de 1818. Le 18 mai 1819, Tierney présente une motion à la Chambre des communes pour un comité sur l'état de la nation. Cette motion est rejetée par 357 voix contre 178, ce qui est un vote impliquant le plus grand nombre de députés jusqu'aux débats sur le projet de loi réformiste au début des années 1830. Foord commente que « cette défaite a mis un terme effectif au leadership de Tierney. Il n'a pas démissionné de la direction avant le 23 janvier 1821, mais il a cessé d'exercer ses fonctions depuis la grande défaite. »
Dans le ministère de George Canning, il est maître de la Monnaie, et lorsque Lord Goderich en prend la tête, Tierney est admis au cabinet ; mais il souffrait déjà d'une mauvaise santé et meurt subitement à Savile Row, Londres. 